# Wachtebeke
Wachtebeke è un comune belga di 6 875 abitanti, situato nella provincia fiamminga delle Fiandre Orientali.